# 不列顛哥倫比亞省同性婚姻
不列顛哥倫比亞省同性婚姻的来由：2003年5月，加拿大不列颠哥伦比亚上诉法庭决定将婚姻狭义地定义为异性结合是违反加拿大权利与自由法的，如同此前安大略省和魁北克省的法庭决定联邦政府有两年的时间来发布与这个判决响应的法律。
2003年6月，安大略省的上诉法庭决定同性婚姻必须立即生效，2003年7月8日不列顛哥倫比亞省的上诉法庭修改了它最初的判决同样决定同性婚姻必须立刻生效。
判决中提到“任何拖延……会使得安大略省和不列颠哥伦比亚省之间法律应用不平等。”此判决发布后仅数小时就有两位男士成为不列颠哥伦比亚省的第一对合法的同性伴侣。
2003年不列颠哥伦比亚有735对人登录同性婚姻，在这735对人中，居住在美国的人多于居住在加拿大的人。

## 民意
2003年6月12日-7月6日，「環境研究」民調表示，全國有53%-43%的人支持同性婚姻。這個民調表示不列顛哥倫比亞表現出最高程度的支持，但是沒有給出具體數據。
2004年12月14日-2005年1月5日「環境研究」的另一項調查顯示全國54%-43%的人支持同性婚姻。214名不列顛哥倫比亞人接受訪問，並有60%的人表示支持同性婚姻，38%的人表示反對。

## 引用
1. ↑  .   [2013-12-03]. （原始内容存档于2006-08-23）.
2. ↑  .   [2013-12-03]. （原始内容存档于2006-06-16）.